# Testechiniscus meridionalis
Testechiniscus meridionalis är en djurart som tillhör fylumet trögkrypare, och som först beskrevs av Murray 1906.  Testechiniscus meridionalis ingår i släktet Testechiniscus och familjen Echiniscidae. Inga underarter finns listade i Catalogue of Life.